# On Stage (album de Bill Perkins)
Pour les articles homonymes, voir On Stage.
On Stage/The Bill Perkins Octet est un album du saxophoniste de Jazz West Coast, Bill Perkins.

## Titres
- Pacific Jazz Records - PJ-1221
  - 01. Song of the Islands
  - 02. One Hundred Years from Today
  - 03  Zing Zang
  - 04. Let Me See
  - 05. For Dancers Only
  - 06. Just a Child
  - 07. As they Reveled
  - 08. When You're Smiling

## Personnel
Les sessions sont enregistrées par un octette composé de: Bill Perkins (ts), Bud Shank (as), Jack Nimitz (bs, bc), Stu Williamson (tp, vt), Carl Fontana (tb),  Red Mitchell (b), Russ Freeman (p) et Mel Lewis (d).

## Dates et lieux
- Music Box Theatre, Hollywood, Californie, 9 février 1956 et 16 février 1956

## Discographie
- 1956, Pacific Jazz - PJ-1221 (LP)

## Référence
- Liner notes de l'album, Ralph J. Gleason, 1956.